# Gimritz

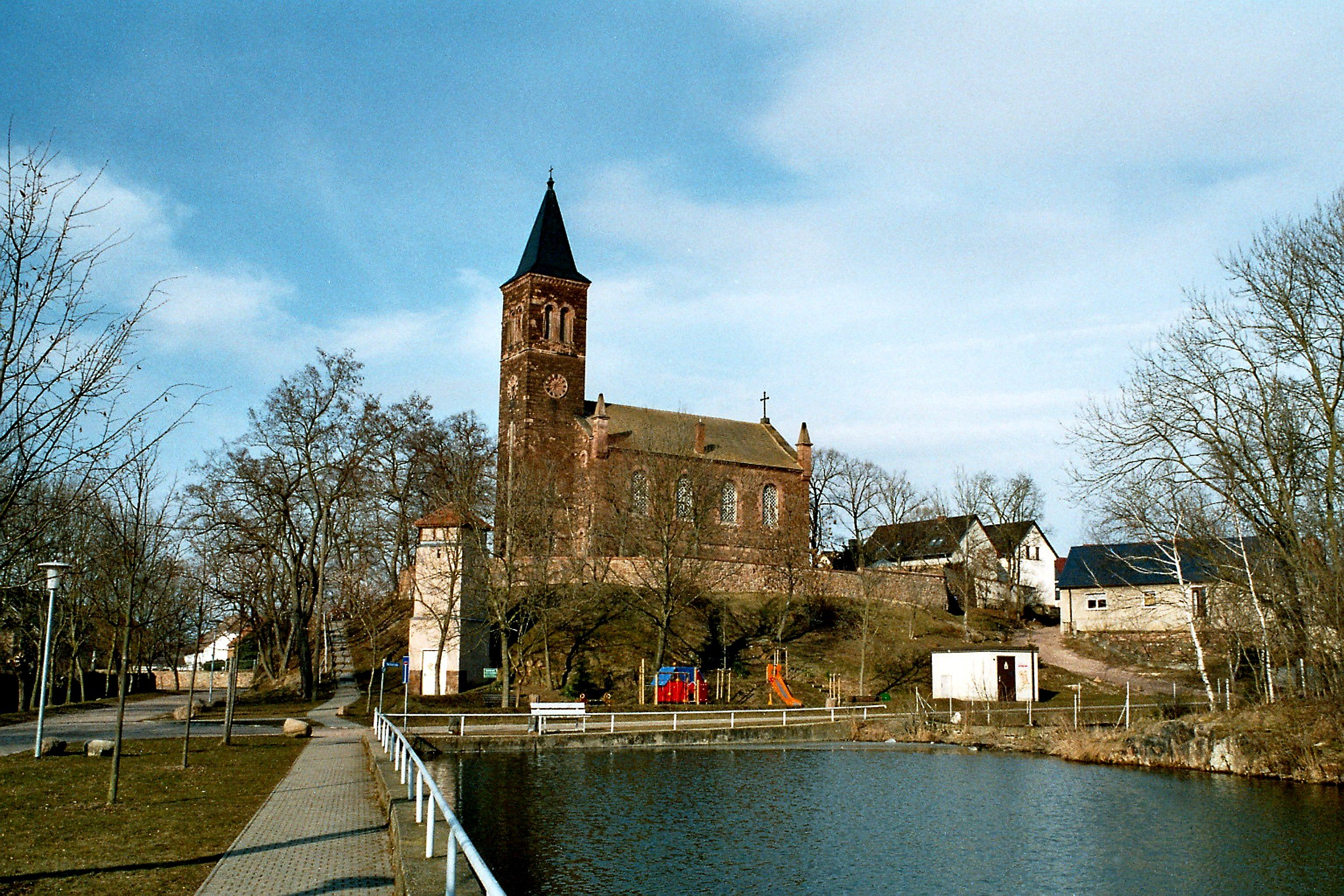
Kirche in Gimritz

Gimritz ist ein Ortsteil der Stadt Wettin-Löbejün im Saalekreis in Sachsen-Anhalt, Deutschland.

## Geografie
Gimritz liegt ca. sieben km nordwestlich von Halle (Saale). Zur Ortschaft Gimritz gehören die Ortsteile Gimritz und Raunitz.

## Geschichte
Nahe dem Ort bestand einst eine rund 10 ha große schnurkeramische Siedlung, wovon 15 Hausgrundrisse erfasst sind.
Die heutige Ortschaft Gimritz hat ihre Wurzeln in den drei slawischen Siedlungen Gimritz (Chumeritz), Nösselitz und Raunitz (Ruwenitz) sowie der späteren deutschen Ansiedlung Langendorf. Von den Wüstungen Kapowe, Preternik und Zuschtau (letztere wüst nach 1484) sind heute keine Spuren mehr sichtbar.
Im Jahre 1276 wurden die Dörfer Nösselitz, Gimritz und Kapowe in einem Streit zwischen dem Bischof von Merseburg und den Grafen von Brehna über die Gerichtsbarkeit der Güter erstmals urkundlich erwähnt. Gimritz gehörte zum Amt Giebichenstein, Raunitz zum Amt Wettin im Saalkreis des Erzstifts Magdeburg. Mit dessen Angliederung an Preußen gehörten die Orte ab 1680 zum brandenburg-preußischen Herzogtum Magdeburg.
Mit dem Frieden von Tilsit wurden Gimritz und Raunitz im Jahr 1807 dem Königreich Westphalen angegliedert und dem Distrikt Halle im Departement der Saale zugeordnet. Sie gehörten zum Kanton Wettin. Nach der Niederlage Napoleons und dem Ende des Königreichs Westphalen befreiten die verbündeten Gegner Napoleons Anfang Oktober 1813 den Saalkreis. Bei der politischen Neuordnung nach dem Wiener Kongress 1815 wurden Gimritz und Raunitz 1816 dem Regierungsbezirk Merseburg der preußischen Provinz Sachsen angeschlossen und dem Saalkreis zugeordnet. Im Jahr 1847 entstand die heutige Sankt-Georg-Kirche des Ortes. Raunitz wurde am 1. April 1938 in Gimritz eingegliedert.
Am 1. Januar 2011 wurden die Gemeinden Städte Löbejün und Wettin sowie die Gemeinden Brachwitz, Döblitz, Domnitz, Gimritz, Nauendorf, Neutz-Lettewitz, Plötz und Rothenburg, die zuvor bereits in der Verwaltungsgemeinschaft Saalkreis Nord zusammengeschlossen waren, zur neuen Stadt Löbejün-Wettin, die bereits am 7. April 2011 ihren jetzigen Namen Wettin-Löbejün erhielt, zusammengefasst.

## Bürgermeisterin
Letzte ehrenamtliche Bürgermeisterin der Gemeinde war Uta Leefhelm (parteilos), sie wurde am 10. Juni 2001 wiedergewählt.

## Wirtschaft und Infrastruktur
Seit der Wende 1990/91 befindet sich im Ort der Agrarbetrieb B. Tegethoff.

### Verkehr
Der öffentliche Personennahverkehr wird durch den PlusBus des Mitteldeutschen Verkehrsverbund erbracht. Folgende Verbindung führt, betrieben von der Omnibusbetrieb Saalekreis, durch Gimritz:
- Linie 330: Halle ↔ Gimritz ↔ Wettin ↔ Nauendorf ↔ Löbejün

Die nächsten Bahnhöfe liegen seit der Stilllegung der über Gimritz führenden Bahnstrecke Wallwitz–Wettin in Wallwitz und Nauendorf an der Bahnstrecke Halle–Vienenburg.
Die sich derzeit in Bau befindende A 143 verläuft östlich des Ortes, wo sie sich im Dreieck Halle-Nord mit der A 14, welche Halle (Saale) mit Magdeburg verbindet, vereint. Es besteht eine Anschlussstelle zur A 14 (Halle-Trotha).

## In Gimritz geborene Persönlichkeiten
- Karl-Rainer Kuppe (1946–2010), Maler und Grafiker